# Oldenburger Graben
Oldenburger Graben i det nordlige Tyskland, er en tunneldal fra sidste istid i  Kreis Østholsten i Schleswig-Holstein. Den har en vandstand under havets overflade

## Beliggenhed
Oldenburger Graben ligger i Østholsten på halvøen Wagrien. Den går fra von Weißenhäuser Strand  (i kommunen Wangels) gennem Oldenburg in Holstein til  Dahme og dermed fra  Hohwachter Bucht til den ydre del af Lübeck Bugt. 
Graven er beskyttet af en række naturschutzgebiete, som mod vest  bliver  afgrænset af  jernbanen fra Oldenburg til Neustadt. Mod nord og nordøst afgrænser  de højere beliggende landbrugsarealer under godset Schwelbek området. Mod sydøst er det vestenden af Schwienkuhler Bruches og mod syd og sydvest er det hovedsageligt kommunegrænsen mellem byen Oldenburg og kommunen Damlos der afgrænser de beskyttede områder.

### Længde og bredde
Oldenburger Graben er omkring  22 km lang og mellem 2 og 20 meter bred.
I Weißenhaus er den smallere end i Dahme. Gennem byen  Oldenburg er den reguleret. Det samlede område er omkring 22.000 Hektar. 

### Dybde
Dybden ved Weißenhaus er 1,60 meter under havets overflade. Ved  Dahme er den med 1,90 meter under havets overflade endnu dybere. 
Der er ved afvanding dannet en række koge, som har en gennemsnitlig dybde på 3,5 meter under havets overflade.

## Eksterne kilder og henvisninger
- Wikimedia Commons har flere filer relateret til Oldenburger Graben

- Interessefællesskabet  Oldenburger-Graben
- Naturschutzgebiet Oldenburger Bruch